# Waduk Saguling
Waduk Saguling (engelska: Saguling Reservoir) är en sjö i Indonesien.   Den ligger i provinsen Jawa Barat, i den västra delen av landet, 100 km sydost om huvudstaden Jakarta. Waduk Saguling ligger 638 meter över havet.Trakten runt Waduk Saguling består huvudsakligen av våtmarker.